# Гълъби от ада
Гълъби от ада (на английски: Pigeons from Hell) е разказ на ужаса, част от цикъла „The Weird Southwest“, написан от Робърт Хауърд през 1934 година, и публикуван след смъртта на автора в списанието „Weird Tales“ през май 1938 година. Според Стивън Кинг и няколко други авторитетни литературни критици, „Гълъби от ада“ е един от най-страшните разкази на ужаса в англоезичната литература. Разказът е сред тринадесетте най-страшни разкази на ужаса и според авторитетното американско списание за хорър литература „Сумрачна зона“  „Гълъби от ада“ оказва значително влияние на развитието на целия жанр.
В България разказът е публикуван през 1992 г., като част от сборника „Конан – Черният колос“, на издателство „Бева прес“.

## Сюжет
Внимание:  Текстът по-долу разкрива сюжета на произведението (или части от него)!
Двама туристи от Нова Англия, Грисуел и Брейнър, пътешестващи с автомобил из американския Юг, спират да пренощуват в изоставено имение в едно от провинциалните графства на щата Луизиана. През нощта Грисуел сънува, че се пренася в една от стаите на къщата, в която вижда три обесени млади жени. Преди да се събуди, му се струва, че от стълбището за втория етаж, някой гледа към тях, след което чува мамещо подсвирване. Неговият спътник, Брейнър, без да се събуди, става и тръгва по посока на звука, качва се по вътрешното стълбище и влиза в намиращата се над тях стая. Грисуел чува ужасяващ писък и след известно време чува стъпките на слизащия по стълбите Брейнър. На лунната светлина Грисуел вижда, че неговият спътник държи в ръцете си месарска брадва, а на главата му зее голяма смъртоносна рана. Ужасен, Грисуел се втурва извън къщата към своя автомобил за да се спаси. Виждайки обаче настанилата се върху шофьорската седалка отровна змия, обзет от паника, започва да тича по пътя, далеч от ужасната къща. Скоро обаче беглецът вижда, че го преследва някакво същество със светещи очи. Неочаквано появилият се на пътя конник, който се оказва местния шериф, стреля по съществото, и то изчезва.
Грисуел разказва на шерифа за случката, като си спомня и за ятото гълъби, което са видели двамата пътешественици, когато са приближавали имението. Шерифът Банър не е склонен да вярва на думите на Грисуел, и му предлагат да се върнат на местопроизшествието. По пътя шерифът разказва за рода Бласенвил, който преди десетилетия е владеел имението. последната обитателка на дома е Елизабет Бласенвил, една от общо четири сестри, която напуска имението преди четиридесет години, след тайнственото изчезване на всички останали членове на фамилията. Пристигайки в къщата шерифът открива вкочаненото тяло на Бренър, стискащ брадва в ръката си, забита в дървения под, на мястото, където е спал по-рано Грисуел. Следвайки кървавите следи, шерифът се качва по стълбите на втория етаж, където е станало убийството. Тук, освен следите на Брейнър, той вижда и голяма локва кръв и отпечатъци от боси крака, отдалечаващи се към неосветената час на хола. Внезапно, без всякаква причина, светлината на електрическото фенерче, започва да отслабва. Това заставя двамата, да напуснат къщата и да отложат огледа до настъпване на утрото.
На сутринта шерифът съобщава на заспалия Грисуел, че някой е премахнал всички следи и е замел праха, така че огледа не е довел до никаква информация. Той обаче изключва Грисуел от числото на възможните заподозрени, като му обещава и своята подкрепа при бъдещ съдебен процес. Впоследствие двамата посещават стария Джейкъб, местен вуду магьосник, страдащ от болестта на Алцхаймер. Бълнувайки Джейкъб им казва, че дома на Бласенвил се обитава от зувемби — жена, преминала през вудуистки обред и превърнала се в зомби-вещица. Магьосникът им разказва и за вуду божеството Голямата змия и за кавгата между мулатката Джоан и нейната господарка - мис Селия Бласенвил. Преди да довърши своя разказ, Джекъб е ухапан и умира от ухапването на блатна змия. От неговите несвързани думи шериф Банър заключава, че прислужницата Джоан, пристигнала в Луизиана заедно с господарката си мис Селия от Западните Индии, е преминала обред на превръщането и в зувемби, за да отмъсти за лошото отношение на своята господарка и нейните племенници.
Шерифът убеждава Грисуел да пренощуват още една нощ в изоставения дом за да залови убиеца на местопрестъплението. През нощта те отново чуват подсвирването от втория етаж. Ужасеният Грисуел, противно на волята си, започва да се из качва по стълбите, водещи към втория етаж, откъдето идва звука. На втория етаж той вижда зувемби, страшно човекоподобно същество с жълто изсъхнало лице и пламтящи очи. В руката си зувемби стиска месарската брадва. Преди да нанесе удар по парализирания Грисуел, следващия го по стълбите шериф, стреля в чудовището със своя револвер. Смъртно раненото същество се скрива в тайната стая, в която впоследствие шерифът открива трупа на зувемби, а също така и телата на трите обесени сестри Бласенвил. В изкривените черти на лицето на зувемби, шериф Банър разпознава мис Селия Бласенвил, изчезнала преди четиридесет години.

## Награди и номинации
През 2014 г. „Гълъби от ада“ е номиниран за наградата „Хюго“ за най-добра кратка повест за 1939 г.